# Facinet Touré
Pour les articles homonymes, voir Touré.
Facinet Touré est un homme politique guinéen, né le 11 juin 1934 à Mamou et mort le 14 juin 2021 à Conakry.

## Carrière militaire et politique
Ancien militaire de l'Armée coloniale française, c'est l'un des fondateurs de l'Armée guinéenne.  Avant 1984, il était formateur à l'école militaire de Manèyah (Coyah).
De 1984 à 1991, il fut l'un des membres fondateurs du CMRN (Comité militaire de redressement national), qui a pris le pouvoir par un coup d'État le 3 avril 1984. Après avoir participé au coup d'État, il est plusieurs fois ministre des gouvernements du président Lansana Conté, avant de prendre ses distances avec lui. Il a ainsi été ministre des Affaires étrangères, de la Justice, du Transport et des travaux publics et ministre résident à N'zérékoré.  
De 1998 à 2011, il a été le Secrétaire Général de la Grande Chancellerie de l'ordre national du mérite, une agence de la Présidence.  
De 2011 à 2013, il est médiateur de la république (nommé le 7 janvier 2011 et entré en fonction le 11 juillet 2011), succédant à Sékou Koureissy Condé. Soulignant sa position par rapport au pouvoir politique, la nomination du général Facinet Touré est placée dans une grande proximité au président : 
« Les sages conseils du Professeur Alpha Condé serviront de guide au Médiateur qui vient ainsi de prendre fonction. »